# Gladeview
Gladeview és una concentració de població designada pel cens dels Estats Units a l'estat de Florida. Segons el cens del 2000 tenia 14.468 habitants.

## Demografia
Segons el cens del 2000, Gladeview tenia 14.468 habitants, 4.359 habitatges, i 3.199 famílies. La densitat de població era de 2.199,3 habitants/km².
Dels 4.359 habitatges en un 39,5% hi vivien nens de menys de 18 anys, en un 25,3% hi vivien parelles casades, en un 40,3% dones solteres, i en un 26,6% no eren unitats familiars. En el 21,2% dels habitatges hi vivien persones soles el 9,1% de les quals corresponia a persones de 65 anys o més que vivien soles. El nombre mitjà de persones vivint en cada habitatge era de 3,3 i el nombre mitjà de persones que vivien en cada família era de 3,88.
Per edats la població es repartia de la següent manera: un 38% tenia menys de 18 anys, un 10,3% entre 18 i 24, un 25,9% entre 25 i 44, un 16,1% de 45 a 60 i un 9,8% 65 anys o més.
L'edat mediana era de 26 anys. Per cada 100 dones de 18 o més anys hi havia 77,5 homes.
La renda mediana per habitatge era de 15.981 $ i la renda mediana per família de 17.625 $. Els homes tenien una renda mediana de 20.732 $ mentre que les dones 19.923 $. La renda per capita de la població era de 7.941 $. Entorn del 48,4% de les famílies i el 52,8% de la població estaven per davall del llindar de pobresa.

## Poblacions més properes
El següent diagrama mostra les poblacions més properes.